# زفيتشكا
زفيكا (Звечка) هي مدينة في بيوغراد في مقاطعة وسط صربيا في صربيا.
يبلغ عدد سكانها حوالي 6187 نسمة.